# Boeing C-108 Flying Fortress
C-108 Flying Fortress fue la designación de cuatro bombarderos pesados estadounidenses B-17 Flying Fortress, que fueron convertidos en aviones de transporte durante la Segunda Guerra Mundial.

## Diseño y desarrollo
El primer C-108 construido (designado XC-108) fue un B-17E (41-2593) convertido a transporte VIP para el General Douglas MacArthur en 1943. Con las excepciones de las torretas de morro y de cola, todo el armamento fue desmontado, al igual que todo el blindaje. El interior del avión fue convertido en una oficina volante para MacArthur, con ventanas extra, cocina y sala de estar. Para facilitar la entrada y la salida, fue instalada una puerta desplegable con escalones en el fuselaje trasero. Una conversión similar fue realizada más tarde en un B-17F-40-VE (42-6036), que fue redesignado YC-108. 
Entre agosto de 1943 y marzo de 1944, otro B-17E (41-2595) fue convertido en avión de carga y designado XC-108A. Esperando convertir bombarderos obsoletos en aviones de carga, las Fuerzas Aéreas del Ejército de los Estados Unidos iniciaron una estación de remanufacturación en la Wright-Patterson Air Force Base. El avión era desprovisto de armamento, blindaje y otro equipo militar. Los puestos de la tripulación fueron desplazados, y el morro fue modificado para proporcionar espacio para carga y/o personal. A la cabina se accedía mediante un túnel bajo ella o a través del abisagrado cono del sólido morro que había reemplazado el puesto original acristalado del bombardero. Para aumentar el espacio de carga, varios mamparos fueron retirados y las puertas de la bodega de bombas fueron selladas. Esto permitió que gran parte del volumen del fuselaje se usara para transportar carga o personal.
Un B-17F (42-30190) fue convertido (dándosele la designación XC-108B) para dar servicio como cisterna. Al igual que el XC-108A, fue vaciado de blindaje y armamento, y el fuselaje fue modificado para hacer hueco para su carga. El fuselaje fue ocupado por depósitos de combustible.

## Historia operacional

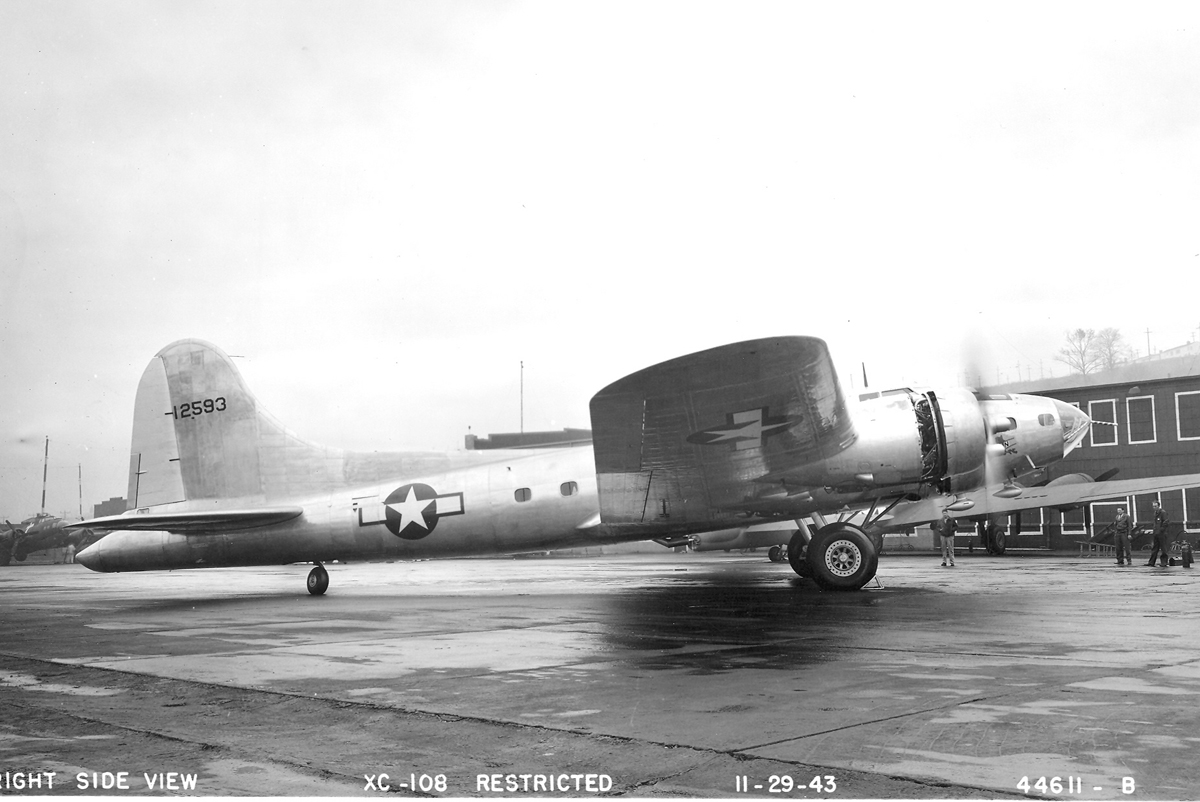
Boeing XC-108.

El XC-108 fue el avión de transporte VIP personal del General Douglas MacArthur en 1943.
El XC-108A fue utilizado para transportar material y personal por encima del Himalaya hasta la base de B-29 en Chengdu, China. Debido a constantes dificultades con los motores, se demostró que era un avión de carga poco práctico. En octubre de 1944, fue devuelto a los Estados Unidos. Hacia el final de la guerra, fue desmontado y abandonado en una chatarrería en Maine, donde sufrió el desguace de algunas partes de la célula y la salvación de otras. Desde entonces ha sido rescatado y está en restauración a una configuración de vuelta a B-17E.

## Variantes

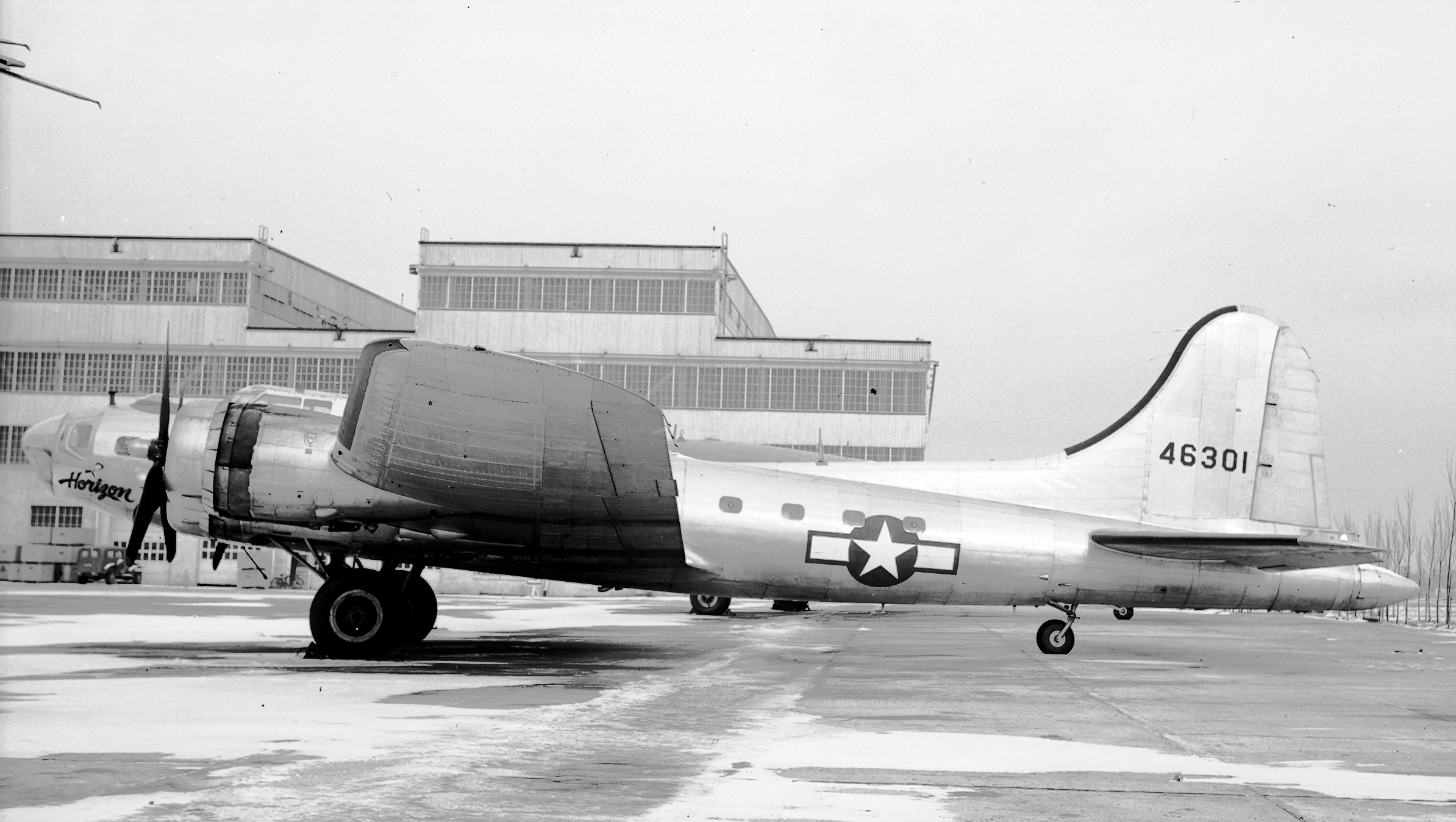
CB-17G en Patterson Field, Ohio, el 1 de enero de 1946.

XC-108
B-17E convertido en transporte VIP estándar para el General Douglas MacArthur.
YC-108
B-17F convertido en transporte VIP estándar para el General Douglas MacArthur.
XC-108A
B-17E convertido en transporte estándar de carga o tropas.
XC-108B
B-17F convertido para el servicio como cisterna.
Otros dos transportes de carga y transportes VIP fueron realizados desde B-17:
CB-17G
Versión de transporte de tropas capaz de llevar hasta 64 soldados, 25 construidos.
VB-17G
Transporte VIP para oficiales de alta graduación, 8 construidos.

## Operadores
Estados Unidos
- Fuerzas Aéreas del Ejército de los Estados Unidos

## Supervivientes
- XC-108A, 41-2595, "Desert Rat", sobrevivió en una chatarrería de Nueva Inglaterra y está siendo restaurado (2011) en McHenry County, Illinois, de forma privada a la configuración B-17E.[2]

## Especificaciones (XC-108)

### Características generales
- Tripulación: Cinco
- Longitud: 22,7 m (74,3 ft)
- Envergadura: 31,7 m (103,9 ft)
- Altura: 5,8 m (19 ft)
- Superficie alar: 141,9 m² (1527 ft²)
- Planta motriz: 4× motor radial de nueve cilindros turbosobrealimentado refrigerado por aire Wright R-1820-65.
  - Potencia: 895 kW (1234 HP; 1217 CV) cada uno.

### Rendimiento
- Velocidad máxima operativa (Vno): 483 km/h (300 MPH; 261 kt)

### Armamento
- Ametralladoras: 

  - 4x Browning M2 de 12,7 mm en torretas de morro y cola

## Aeronaves relacionadas

### Desarrollos relacionados
- B-17 Flying Fortress
- Boeing XB-38 Flying Fortress
- Boeing YB-40 Flying Fortress

### Aeronaves similares
- Consolidated C-87 Liberator Express

### Secuencias de designación
- Secuencia C-_ (Aviones de Carga del USAAC/USAAF/USAF, 1924-1962): ← C-105 - C-106 - C-107 - C-108 - C-109 - C-110 - C-111 →